# Promontorio del Circeo (Quarto Freddo)
Promontorio del Circeo (Quarto Freddo) este o arie protejată (arie specială de conservare — SAC, sit de importanță comunitară — SCI) din Italia întinsă pe o suprafață de 464 ha, integral pe uscat.

## Localizare
Centrul sitului Promontorio del Circeo (Quarto Freddo) este situat la coordonatele 41°14′14″N 13°03′51″E / 41.237222°N 13.064167°E.

## Înființare
Situl Promontorio del Circeo (Quarto Freddo) a fost declarat sit de importanță comunitară în iunie 1995 pentru a proteja 11 specii de animale. Situl a fost protejat și ca arie specială de conservare în august 2017.

## Biodiversitate
Situată în ecoregiunea mediteraneană, aria protejată conține 8 habitate naturale: Matorral arborescenți cu Juniperus spp., Păduri de Quercus suber, Formațiuni scunde de Euphorbia în apropierea falezelor, Pseudostepă cu ierburi și specii anuale de Thero-Brachypodietea, Tufărișuri termo-mediteraneene și de pre-deșert, Păduri de Quercus ilex și Quercus rotundifolia, Faleze cu vegetație de Limonium spp. endemic de pe coastele mediteraneene, Pante stâncoase calcaroase cu vegetație casmofită.
La baza desemnării sitului se află mai multe specii protejate:
- păsări (8): Apus pallidus, caprimulg (Caprimulgus europaeus), Falco eleonorae, șoim călător (Falco peregrinus), muscar-gulerat (Ficedula albicollis), sfrâncioc roșiatic (Lanius collurio), viespar (Pernis apivorus), Tachymarptis melba
- mamifere (2): liliac cu aripi lungi (Miniopterus schreibersii), liliacul mare cu potcoavă (Rhinolophus ferrumequinum)
- nevertebrate (1): croitorul mare al stejarului (Cerambyx cerdo)

Pe lângă speciile protejate, pe teritoriul sitului au mai fost identificate 6 specii de plante, 3 specii de mamifere, 2 specii de reptile.